# Calf of Man
Calf of Man (Manx: yn Cholloo) is een klein eiland van 2,6 km² groot in de Ierse Zee en wordt van het eiland Man gescheiden door een smalle strook water. Het eiland heeft twee deeltijdse bewoners. De naam komt van het Oudnoordse Kalfr, wat "klein eiland vlak bij een groter gelegen eiland" betekent.
Tot 1939 was het eiland privé-eigendom van de familie Keig, maar in dat jaar werd het eiland geschonken aan de National Trust for Places of Historic Interest or Natural Beauty. In 1951 werd de Manx National Heritage opgericht. Calf of Man werd hieraan overgedragen in 1986, na een campagne georganiseerd door de Keltische Liga. Het eiland is een vogelobservatorium sinds 1962 en wordt vaak bezocht door vrijwilligers en ornithologen.